# Mali Tabor
Mali Tabor est un village de la municipalité de Hum na Sutli (comitat de Krapina-Zagorje) en Croatie. Au recensement de 2011, le village comptait 348 habitants.